# Henry Joseph Balzan
Henry Joseph Balzan (* 1. November 1963 in Ħamrun) ist ein maltesischer römisch-katholischer Geistlicher und Weihbischof in La Serena in Chile.

## Leben
Henry Joseph Balzan studierte ab 1982 Philosophie und Katholische Theologie am Priesterseminar des Erzbistums Malta. An der Universität Malta erwarb er einen Bachelor of Theology und ein Lizenziat im Fach Katholische Theologie. Am 5. Juni 1991 empfing er durch den Erzbischof von Malta, Joseph Mercieca, das Sakrament der Priesterweihe für das Erzbistum Malta.
Nach der Priesterweihe war Balzan zunächst als Pfarrvikar der Pfarrei St. Joseph in Msida tätig. Im November 1995 wurde er als Missionar nach Chile entsandt, wo er als Pfarrer der Pfarreien San Miguel Arcángel in Potrerillos und El Divino Salvador in El Salvador im Bistum Copiapó wirkte. Zusätzlich fungierte er als Bischofsvikar für die Region Valle del Nord und für das Bildungswesen. 2008 kehrte Balzan in seine Heimat zurück, um seine Mutter zu pflegen. Daneben war er als Seelsorger in der Pfarrei Our Lady of Graces in Żabbar (2008) und als Pfarrer der Pfarrei St. Cajetan in Ħamrun (2008–2016) tätig. Ab 2016 wirkte er wieder in Chile als Pfarrer der Pfarreien Espíritu Santo in Diego de Almagro (2016–2017) und El Divino Salvador in El Salvador (2016–2019). Ferner wurde er 2017 Verantwortlicher für die Ausbildung der Ständigen Diakone im Bistum Copiapó. Nachdem Balzan von 2020 bis 2021 kurzzeitig Pfarrer der Pfarrei Nuestra Señora del Carmen in Chañaral gewesen war, wurde er Generalvikar des Bistums Copiapó. Zudem war er ab Januar 2022 Pfarrer der Pfarrei San Francisco in Copiapó.
Am 5. April 2024 ernannte ihn Papst Franziskus zum Titularbischof von La Imperial und zum Weihbischof in La Serena. Der Erzbischof von La Serena, René Osvaldo Rebolledo Salinas, spendete ihm am 15. Juni desselben Jahres in der Kathedrale Nuestra Señora de la Merced in La Serena die Bischofsweihe; Mitkonsekratoren waren der Bischof von Copiapó, Ricardo Basilio Morales Galindo OdeM, und der Apostolische Nuntius in Chile, Erzbischof Alberto Ortega Martín.